# Super ShowDown (2020)
L'édition 2020 de Super ShowDown est une manifestation de catch (lutte professionnelle) produite par la World Wrestling Entertainment (WWE), une fédération de catch (lutte professionnelle) américaine, qui est diffusée sur le WWE Network. L'événement s'est déroulé le 27 février 2020 au King Fahd International Stadium à Riyad en Arabie Saoudite.

## Contexte
Les spectacles de la World Wrestling Entertainment (WWE) sont constitués de matchs aux résultats prédéterminés par les scénaristes de la WWE. Ces rencontres sont justifiées par des storylines – une rivalité avec un catcheur, la plupart du temps – ou par des qualifications survenues dans les shows de la WWE tels que RAW, SmackDown, Main Event, NXT, 205 Live. Tous les catcheurs possèdent un gimmick, c'est-à-dire qu'ils incarnent un personnage gentil (face) ou méchant (heel), qui évolue au fil des rencontres,.
Le 20 janvier à Raw, le Champion de la WWE, Brock Lesnar, s'est déclaré comme le premier participant du match Royal Rumble masculin car il estimait que personne n'était digne de le défier pour le titre. Ricochet l'interrompit et déclara qu'il n'avait pas peur de combattre Lesnar et demanda si Lesnar avait peur de le combattre. En réponse, Lesnar a attaqué Ricochet d'un low blow et a dit qu'il n'avait pas peur. Au Royal Rumble, lors du Royal Rumble match, Lesnar a dominé la première moitié du match du Royal Rumble jusqu'à ce que Ricochet soit entré comme quinzième participant. Par revenche à ce que Lesnar lui a fait à Raw, Ricochet a attaqué Lesnar par derrière avec un low blow, ce qui a permis au vainqueur final Drew McIntyre de l'éliminer avec un Claymore Kick. Lors de l'épisode de Raw du 3 février, Ricochet a battu Bobby Lashley et Seth Rollins dans un triple threat match pour gagner une opportunité pour le WWE Championship contre Lesnar à Super ShowDown.
Au Royal Rumble, Roman Reigns a vaincu King Corbin dans un Falls count Anywhere match; les deux ont également participé au match Royal Rumble match, mais sans succès. Reigns et The Usos (Jey Uso et Jimmy Uso) ont ensuite vaincu Corbin, Dolph Ziggler et Robert Roode lors du SmackDown suivant dans un match par équipe de six joueurs, dans lequel le perdant a mangé de la nourriture pour chien. La semaine suivante, Corbin a déclaré qu'il aurait dû gagner tous ces matchs et qu'il aurait gagné ceux contre Reigns sans l'intervention des Usos. Il a ensuite exigé un autre match avec Reigns, qui est sorti et a attaqué Corbin, qui a réussi à s'échapper. Par la suite, Reigns a accepté le défi dans un steel cage match, qui était prévu pour Super ShowDown.
Au Royal Rumble lors du Royal Rumble féminin, Naomi a fait un retour surprise après une absence de six mois. La même soiré, Bayley a conservé le Championnat féminin de SmackDown contre Lacey Evans. Lors du SmackDown suivant, Bayley a affirmé qu'elle avait battu toutes les femmes du roster. Naomi l'interrompit, et déclara que Bayley ne l'avait jamais battue. La semaine suivante, Naomi a participé à un Fatal-Four Way match pour déterminer le prochain adversaire de Bayley, qui a été remporté par Carmella, qui a affronté Bayley pour le titre lors de l'épisode du 14 février; cependant, Bayley a conservé après avoir battu Carmella. Après le match, Carmella et Naomi ont attaqué Bayley. Un match entre Carmella et Naomi était alors programmé pour la semaine suivante que Naomi a remporté, lui valant ainsi un match pour le titre contre Bayley à Super ShowDown, marquant le deuxième match féminin qui se tiendra en Arabie Saoudite, mais le premier à être disputé pour un championnat.
Lors de l'épisode de SmackDown du 7 février, le WWE Hall of Famer Goldberg a été interviewé depuis son domicile par satellite. Il a déclaré qu'après avoir regardé le Royal Rumble match, cela lui donnait envie de revenir sur le ring (son dernier match était à SummerSlam en août 2019). Goldberg a tourné son attention sur le championnat universel, car il n'a jamais reçu de revanche pour le titre après l'avoir perdu contre Lesnar à WrestleMania 33 en 2017. Après que le champion universel Bray Wyatt ait interrompu Goldberg avec une nouvelle version spéciale de la Firefly Fun House, Goldberg a défié The Fiend pour le championnat universel et Wyatt a déclaré ce dernier a accepté. Le match est alors programmé pour Super ShowDown.
Lors de l'épisode de Raw du 10 février , un match gantelet pour le tout premier trophée Tuwaiq était prévu pour Super ShowDown. AJ Styles , le champion des États-Unis Andrade , Bobby Lashley, Erick Rowan , R-Truth et Rusev ont été annoncés pour le match. Rusev, cependant, a été retiré du match et remplacé par Rey Mysterio lors de l'épisode de Raw du 24 février.

## Résultat des matchs
| Ordre par numéros | Résultat                                                                              | Stipulation(s)                                                                                               | Temps |
| --- | ------------------------------------------------------------------------------------- | --- | ----- |
| 1P | The O.C (Luke Gallows et Karl Anderson) battent The Viking Raiders (Erik et Ivar)     | Tag Team Match                                                                                               | 10:00 |
| 2 | The Undertaker bat AJ Styles, Andrade, Bobby Lashley,Erick Rowan, et R-Truth          | Gauntlet match pour le Tuwaiq Mountain Trophy                                                                | 22:00 |
| 3 | John Morrison et The Miz battent The New Day (Big E et Kofi Kingston) (c)             | Tag team match pour le WWE SmackDown Tag Team Championship                                                   | 13:15 |
| 4 | Angel Garza bat Humberto Carrillo                                                     | Match simple                                                                                                 | 9:05  |
| 5 | Seth Rollins et Murphy (c) battent The Street Profits (Angelo Dawkins et Montez Ford) | Tag team match pour le WWE Raw Tag Team Championship                                                         | 10:40 |
| 6 | Mansoor bat Dolph Ziggler (avec Robert Roode)                                         | Match simple                                                                                                 | 9:20  |
| 7 | Brock Lesnar (c) (avec Paul Heyman) bat Ricochet                                      | Match simple pour le WWE Championship Le vainqueur affrontera Drew McIntyre pour le titre à WrestleMania 36. | 1:34  |
| 8 | Roman Reigns bat King Corbin                                                          | Steel Cage match                                                                                             | 12:50 |
| 9 | Bayley (c) bat Naomi                                                                  | Match simple pour le WWE SmackDown Women's Championship                                                      | 11:30 |
| 10 | Goldberg bat "The Fiend" Bray Wyatt (c)                                               | Match simple pour le WWE Universal Championship                                                              | 3:08  |
| La lettre C placée entre parenthèses désigne la personne ou l’équipe championne en titre. P – indique que le match a eu lieu lors du pré-show |                                                                                       | |       |

### Ordres d'éliminations dans un Tuwaiq Mountain Trophy
| Élimination | Catcheur       | Entrée | Éliminé par    | Méthode          | Temps |
| ----------- | -------------- | ------ | -------------- | ---------------- | ----- |
| 1           | Bobby Lashley  | 2      | R-Truth        | Décompte de 3    | 5:40  |
| 2           | Andrade        | 3      | R-Truth        | Décompte de 3    | 10:50 |
| 3           | Erick Rowan    | 4      | R-Truth        | Disqualification | 12:20 |
| 4           | R-Truth        | 1      | AJ Styles      | Soumission       | 15:00 |
| 5           | AJ Styles      | 5      | The Undertaker | Décompte de 3    | 21:44 |
| Vainqueur   | The Undertaker | 6      |                |                  |       |